# جستوری
جستوری (به ایتالیایی: Gesturi) یک کومونه در ایتالیا است که در استان مدیو کامپیدانو واقع شده‌است.

## خصوصیات
جستوری ۴۶٫۹ کیلومترمربع مساحت و ۱٬۲۸۶ نفر جمعیت دارد و ۳۱۰ متر بالاتر از سطح دریا واقع شده‌است.